# Pawłów (gmina)
Pawłów (do 1954 gmina Rzepin) – gmina wiejska w województwie świętokrzyskim, w powiecie starachowickim. W latach 1975–1998 gmina położona była w województwie kieleckim.
Siedziba gminy to Pawłów. Na jej terenie znajduje się część Sieradowickiego Parku Krajobrazowego.
Według danych z 31 grudnia 2011 gminę zamieszkiwało 15 343 osób.

## Położenie
Gmina Pawłów położona jest w północno-wschodniej części województwa świętokrzyskiego w obrębie Staropolskiego Okręgu Przemysłowego. Należy do powiatu starachowickiego, a sąsiaduje z gminami Brody, Kunów, Waśniów, Nowa Słupia, Bodzentyn oraz miastem Starachowice. Pod względem geograficznym leży w północnej części Płaskowyżu Suchedniowskiego oraz w północnej części Gór Świętokrzyskich, należących do Wyżyny Kielecko-Sandomierskiej.

## Struktura powierzchni
Powierzchnia gminy Pawłów wynosi 13 737 ha. Gmina ma charakter rolniczy, a użytki rolne zajmują 10 567 ha jej całkowitej powierzchni. Na terenie gminy przeważają grunty orne obejmujące 9097 ha, z kolei sady zajmują 240 ha, a trwałe użytki zielone 930 ha. Całkowita powierzchnia gruntów leśnych w 2014 roku wynosiła 2 370,31 ha, z czego grunty leśne publiczne zajmowały 2 094,41 ha, a prywatne 275,90. Zalew Wióry obejmuje średnią powierzchnię 300 ha, a przy maksymalnej rzędnej piętrzenia obszar zalewu zajmuje 408 ha.
Według danych z roku 2002 gmina Pawłów zajmuje obszar 137,39 km², w tym użytki rolne obejmują 77%, a użytki leśne 17% powierzchni. Gmina stanowi 26,26% powierzchni powiatu starachowickiego.

## Administracja

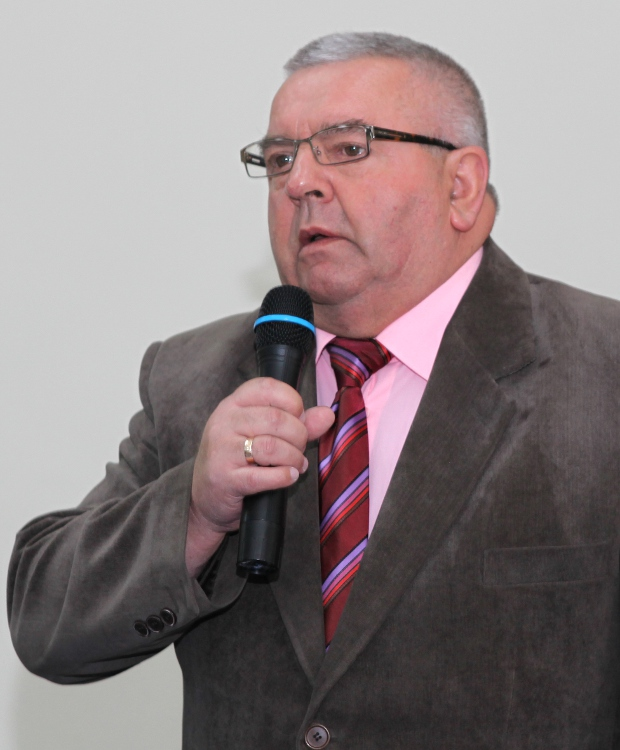
Ignacy Gierada, był wójtem gminy Pawłów w latach 1994–2014

Organem wykonawczym w gminie jest wójt. Od 2014 roku tę funkcję sprawuje Marek Wojtas. Jego poprzednikiem przez 20 lat był Ignacy Gierada, wybrany w wyborach samorządowych w 1994 r. Był on najdłużej urzędującym włodarzem gminy. Przed nim funkcję tę sprawował Marek Kamiński wybrany na wójta 27 maja 1990 roku w pierwszych wyborach samorządowych w Polsce. W okresie PRL od 1983 roku pełnił on również urząd naczelnika gminy. W latach 1976–1979 naczelnikiem gminy był Marcin Kowalski. Po nim w latach 1982–1983 urząd ten sprawował Ryszard Kałat. W 1973 roku rolę naczelnika pełnił Władysław Kwiecień. Siedzibą władz jest budynek zlokalizowany pod adresem Pawłów 56, w którym mieści się także urząd gminy. Strukturę organizacyjną urzędu gminy tworzy 6 komórek: Referat Organizacyjny, Urząd Stanu Cywilnego, Referat Budżetu i Finansów, Referat Inwestycji, Gospodarki Komunalnej i Planowania Przestrzennego, Referat Rolnictwa i Ochrony Środowiska oraz Referat Oświaty, Kultury i Sportu. Sekretarzem urzędu jest od 2017 roku Krzysztof Charemski, a skarbnikiem Halina Pocheć. W urzędzie zatrudnionych jest 27 pracowników merytorycznych. Mieszkańcy gminy Pawłów wybierają 15 radnych do rady gminy. Gmina podzielona jest na 15 okręgów – w każdym po 1 mandacie.
Mieszkańcy gminy wybierają parlamentarzystów z okręgu wyborczego nr 33, senatorów z okręgu nr 82, a posłów do Parlamentu Europejskiego z okręgu nr 10. Mieszkańcy wybierają radnych do sejmiku województwa z okręgu 2.
| Wykaz miejscowości podstawowych gminy Pawłów oraz ich części 1. 0259850 Ambrożów – wieś 1. 0259867 Bernardów (część miejscowości) 2. 0259873 Michalinów (część miejscowości) 3. 0259880 Zygmuntów (część miejscowości) 2. 0260793 Brogowiec – wieś 3. 0259904 Bronkowice – wieś 1. 0259910 Górki (część miejscowości) 2. 0259927 Górna Wieś (część miejscowości) 3. 0259933 Jaźwiny (część miejscowości) 4. 0259956 Matyjasowiny (część miejscowości) 5. 0259962 Piskowce (część miejscowości) 6. 0259979 Podlesie (część miejscowości) 7. 0259985 Zawąwóz (część miejscowości) 4. 0260008 Brzezie – wieś 1. 0260014 Działki (część miejscowości) 2. 0260020 Parcele (część miejscowości) 5. 0260043 Bukówka – wieś 1. 0260050 Kobiałki (osada) 2. 0260066 Nowa Bukówka (część miejscowości) 3. 0260072 Stara Bukówka (część miejscowości) 4. 0260089 Zapniów (część miejscowości) 6. 0260557 Cegielnia-Łyżnik (osada) 7. 0260095 Chybice – wieś 1. 0260103 Fajka(część miejscowości) 2. 0260110 Warszawska (część miejscowości) 8. 0260126 Dąbrowa – wieś 1. 0260132 Dąbrowa Chybicka (część miejscowości) 2. 0260149 Dąbrowa Pawłowska (część miejscowości) 3. 0260155 Dąbrowa Poduchowna (część miejscowości) 4. 0260161 Działki (część miejscowości) 5. 0260178 Komorniki (część miejscowości) 6. 0260184 Polesie Wawrzęczyckie (część miejscowości) 7. 0260190 Zagórze (część miejscowości) 8. 0260209 Zarośla (część miejscowości) 9. 1019289 Gajówka Rzepin (osada leśna) 10. 0260215 Godów – wieś 1. 0260273 Gębice (część miejscowości) 2. 0260221 Godów Dworski (część miejscowości) 3. 0260238 Kały (część miejscowości) 4. 0260244 Stara Wieś (część miejscowości) 5. 0260250 W Strudze (część miejscowości) 6. 0260267 Zamazurze (część miejscowości) 7. 1019119 Żuchowiec (przysiółek) 11. 0260280 Grabków – wieś 1. 0260296 Dworskie (część miejscowości) 2. 0260304 Komorniki (część miejscowości) 3. 0260310 Miejskie (część miejscowości) 12. 0260333 Jadowniki – wieś 1. 0260340 Działki (część miejscowości) 2. 0260356 Jadowniki Dolne (część miejscowości) 3. 0260362 Jadowniki Górne (część miejscowości) 4. 0260379 Kolonia Jadowniki (część miejscowości) 5. 0260385 Nowa Wieś (część miejscowości) 6. 0260391 Wygon (część miejscowości) 7. 0260400 Zamaje (część miejscowości) 13. 0260416 Kałków – wieś 1. 0260422 Goszczyn (część miejscowości) 2. 0260439 Komorniki (część miejscowości) 14. 0260451 Krajków – wieś 15. 1019094 Leśniczówka Radkowice (osada leśna) 16. 1019102 Leśniczówka Świślina (osada leśna) 17. 0260468 Łomno – wieś 1. 0260474 Łomno-Majątek (część miejscowości) 2. 0260480 Parcele (część miejscowości) 3. 0260497 Piekło (część miejscowości) 4. 0260505 Pod Lasem (część miejscowości) 5. 1019310 Rybianka(część miejscowości) 6. 0260511 Ściegna (część miejscowości) 7. 0260528 Zarzecze (część miejscowości) 18. 0260534 Modrzewie – wieś 1. 0260540 Hamrajów (część miejscowości) 19. 0260563 Nieczulice – wieś 1. 0260586 Miłoszów (osada) 20. 0260570 Nieczulice-Kolonia – wieś 1. 0260592 Podgóry (przysiółek) 21. 0260600 Nowy Bostów – wieś 22. 0260617 Nowy Jawor – wieś 23. 0260623 Pawłów – wieś 1. 0260630 Biedów (część miejscowości) 2. 0260646 Działki (część miejscowości) 3. 0260652 Kolonia (część miejscowości) 24. 0260818 Pisarka (osada) 25. 0260037 Podgórze – wieś 26. 0259991 Podradkowice – wieś 27. 0260669 Pokrzywnica – wieś 1. 1019266 Doły (część miejscowości) 2. 0260681 Iwniki (przysiółek) 3. 1019303 Niwki (część miejscowości) 4. 0260675 Parcela (część miejscowości) 5. 0260706 Rysiowiec (osada) 6. 0260698 Wymysłów (osada) 28. 0260712 Radkowice – wieś 1. 0260729 Podborze (część miejscowości) 2. 0260735 Podosiny (część miejscowości) 3. 0260741 Podświślina (część miejscowości) 4. 0260758 Stara Wieś (część miejscowości) 5. 0260764 Strona (część miejscowości) 29. 0260770 Radkowice-Kolonia – wieś 1. 0260787 Działki (część miejscowości) 30. 0260801 Rzepin Drugi – wieś 31. 0260876 Rzepinek – wieś 32. 0260824 Rzepin-Kolonia kolonia 33. 0260847 Rzepin Pierwszy – wieś 1. 0260853 Gawronice (część miejscowości) 2. 0260830 Plewa (część miejscowości) 3. 0260860 Rzepin-Dół (część miejscowości) 34. 0259896 Stary Bostów – wieś 35. 0260882 Stary Jawor – wieś 36. 0260899 Szeligi – wieś 1. 0260907 Broniewice (część miejscowości) 2. 0260913 Jamy (część miejscowości) 3. 0260920 Szeligi Dolne (część miejscowości) 4. 0260936 Szeligi Górne (część miejscowości) 37. 0260942 Szerzawy – wieś 1. 1019250 Czerwona Górka (część miejscowości) 2. 1019272 Działki (część miejscowości) 3. 1019295 Granice (część miejscowości) 4. 0260959 Kowalków (część miejscowości) 5. 0260965 Nowa Wieś (część miejscowości) 6. 0260971 Pastwiska (część miejscowości) 7. 0260988 Stare Szerzawy (część miejscowości) 8. 0260994 Wymysłów (część miejscowości) 38. 0261002 Świętomarz – wieś 1. 0261019 Działki (część miejscowości) 39. 0261025 Świślina – wieś 1. 1065680 Dolna Wieś (część miejscowości) 2. 0261048 Iźwola (przysiółek) 3. 0992622 Ryczywół (przysiółek) 4. 0261054 Rzeki (przysiółek) 40. 0261060 Tarczek – wieś 1. 0261077 Na Dworskiem (część miejscowości) 2. 0261083 Parcele (część miejscowości) 3. 0261090 Stara Wieś (część miejscowości) 4. 0261108 Tarczek Dolny (część miejscowości) 5. 0261114 Tarczek Poduchowny (część miejscowości) 6. 0261120 Zagórze (część miejscowości) 41. 0261137 Tarczek Górny – wieś 42. 0261143 Trzeszków – wieś 1. 0261150 Trzeszków-Kolonia (część miejscowości) 43. 0261166 Warszówek – wieś 1. 0261172 Mokradła (przysiółek) 2. 0261189 Wagony (przysiółek) 3. 0261195 Wydryszów (część miejscowości) 44. 0261203 Wawrzeńczyce – wieś 1. 0261210 Leonów (część miejscowości) 2. 0261226 Nowe Wawrzeńczyce (część miejscowości) 3. 0261232 Stare Wawrzeńczyce (część miejscowości) 45. 0261249 Wieloborowice – wieś 1. 0261255 Strugi (część miejscowości) 2. 0261261 Trzcianka (część miejscowości) 46. 0260445 Wióry – wieś 47. 0260327 Wojciechów – wieś 48. 0261278 Zbrza – wieś |

## Infrastruktura społeczna

### Demografia
Gmina Pawłów jest największą gminą wiejską w powiecie starachowickim pod względem ludności. Na koniec roku 2014 zamieszkiwało ją 15 332 osoby, z czego 7698 mężczyzn oraz 7634 kobiet. Wskaźnik procentowy kobiet i mężczyzn rozkłada się równo i wynosi po 50%. W 2010 roku średnia gęstość zaludnienia na obszarze gminy wynosiła 112 osób/km². W 2013 roku na terenie gminy 3183 osoby były w wieku przedprodukcyjnym, co stanowiło 20,4%, 9550 osób w wieku produkcyjnym tj. 16,5% i 2661 osób w wieku poprodukcyjnym stanowiących 13,5%.

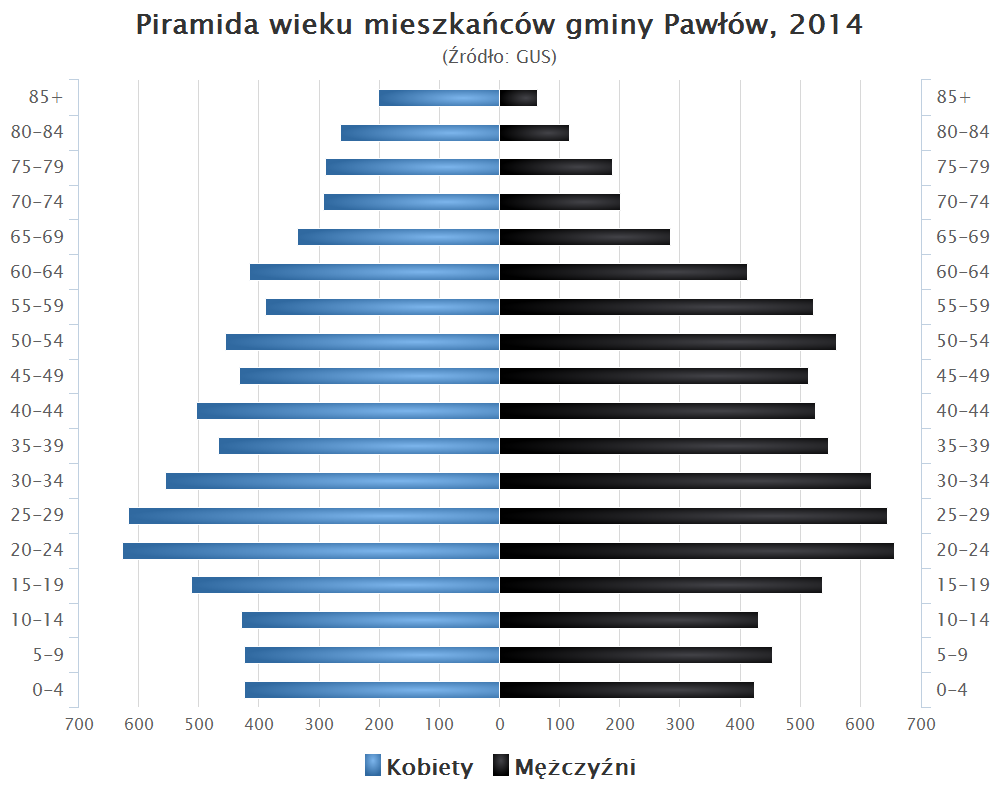
Piramida wieku mieszkańców gminy Pawłów w 2014 roku

Dane z 31 grudnia 2011:
| Opis                              | Ogółem | Ogółem | Kobiety | Kobiety | Mężczyźni | Mężczyźni |
| --------------------------------- | ------ | ------ | ------- | ------- | --------- | --------- |
| Jednostka                         | osób   | %      | osób    | %       | osób      | %         |
| Populacja                         | 15 345 | 100    | 7614    | 49,61   | 7731      | 50,39     |
| Gęstość zaludnienia [mieszk./km²] | 111,7  | 111,7  | 55,4    | 55,4    | 56,3      | 56,3      |

### Oświata

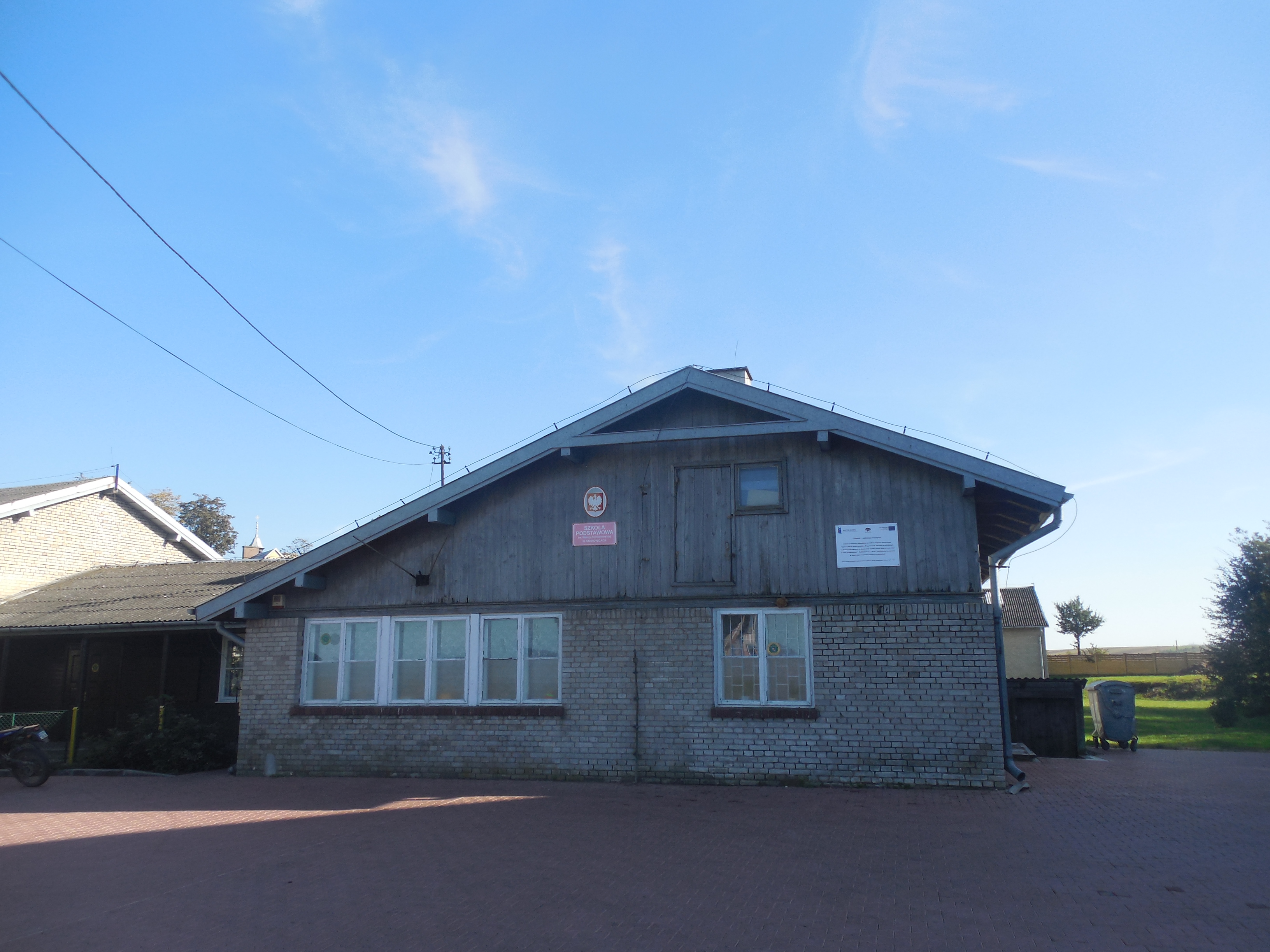
Szkoła Podstawowa w Radkowicach

Na terenie gminy Pawłów istnieje 5 szkół podstawowych w Godowie, Jadownikach, Radkowicach, Łomnie i Dąbrowie oraz 4 zespoły szkół w Pawłowie, Chybicach, Rzepinie i Szerzawach. Ponadto funkcjonują trzy filie w Grabkowie i Bostowie przy zespole szkół w Chybicach oraz filia Rzepinek przy zespole szkół w Szerzawach. Na terenie gminy przy szkołach podstawowych działa 6 oddziałów przedszkolnych w Chybicach, Dąbrowie, Jadownikach, Pawłowie, Radkowicach i Rzepinie oraz 2 punkty przedszkolne w Bostowie i Godowie. Uzupełnieniem systemu jest żłobek w Jadownikach.
Jednostką odpowiedzialną za obsługę gminnego systemu oświaty jest Gminny Zespół Obsługi Oświaty, w którym funkcję kierownika pełni Róża Koszarska-Duda. W 2016 roku do szkół podstawowych uczęszczało 1037 uczniów, w gimnazjach uczyło się 519 uczniów, w klasach „0” było 267 dzieci, a w przedszkolach 181. Łącznie do placówek oświatowych na terenie gminy uczęszcza 1556 uczniów oraz 448 dzieci, co stanowi 2004 dzieci. Liczba ta znacząco zmalała w porównaniu do roku szkolnego 1996/1997 kiedy w 13 szkołach podstawowych i 4 gimnazjach uczyło się 2111 uczniów. Malejąca liczba uczniów spowodowała, że na początku lat 90. zlikwidowano szkołę podstawową w Bronkowicach. Wcześniej, bo pod koniec lat 70. zamknięto szkołę podstawową w Kałkowie, a uczniów przeniesiono do szkoły w Godowie. Z kolei budowa zbiornika „Wióry” spowodowała zamknięcie szkoły podstawowej w Szeligach. Z powodu małej liczby uczniów we wrześniu 2011 roku zlikwidowano szkołę w Pokrzywnicy. Szkoły podstawowe w Rzepinku, Bostowie i Grabkowie zostały przekształcone w filie. Od września 2016 roku w szkole w Rzepinku nie są prowadzone lekcje, a dzieci uczęszczają do szkoły w Szerzawach. Podobnie jest w Bostowie, gdzie został tylko oddział przedszkolny, a pozostałe roczniki dojeżdżają do szkoły w Chybicach. Od lat 60. do czerwca 1996 roku w Rzepinie Drugim działała Zasadnicza Szkoła Rolnicza będąca filią szkoły rolniczej w Bałtowie. W lipcu 1996 roku rozpoczęła się przebudowa budynku na plebanię.
| Szkoła                                     | Liczba uczniów | Przedszkole | Klasa 0 | Klasy I-VI | Gimnazjum |
| ------------------------------------------ | -------------- | ----------- | ------- | ---------- | --------- |
| Zespół Szkół w Chybicach                   | 400            | 25          | 43      | 205        | 127       |
| Zespół Szkół w Pawłowie                    | 324            | 25          | 40      | 132        | 127       |
| Zespół Szkół w Rzepinie                    | 203            | 25          | 34      | 144        | 143       |
| Zespół Szkół w Szerzawach                  | 384            | brak        | 63      | 199        | 122       |
| Szkoła Podstawowa w Dąbrowie               | 74             | 20          | 6       | 48         | brak      |
| Szkoła Podstawowa w Godowie                | 121            | 20          | 25      | 76         | brak      |
| Szkoła Podstawowa w Jadownikach            | 120            | 34          | 17      | 69         | brak      |
| Szkoła Podstawowa w Łomnie                 | 71             | brak        | 12      | 59         | brak      |
| Szkoła Podstawowa w Radkowicach            | 120            | 19          | 12      | 89         | brak      |
| Zespół Szkół w Chybicach filia w Grabkowie | 16             | 0           | 0       | 16         | brak      |
| Zespół Szkół w Chybicach filia w Bostowie  | 16             | 13          | 3       | brak       | brak      |

### Opieka zdrowotna
Opiekę zdrowotną mieszkańcom gminy Pawłów zapewnia Gminny Zakład Opieki Zdrowotnej z siedzibą w Pawłowie. Podlegają mu wiejskie ośrodki zdrowia w Ambrożowie, Kałkowie, Radkowicach, Szerzawach i Grabkowie. Funkcję dyrektora placówki pełni lek. med. Andrzej Sokołowski. W sześciu placówkach zatrudnionych jest 13 lekarzy, 4 dentystów, 17 pielęgniarek i 2 laborantki. Jest to jednak niewystarczający potencjał kadrowy w szczególności przez deficyt lekarzy i lekarzy stomatologów. Liczba ludności przypadająca na jedną placówkę wynosi 2,5 tys. osób, a na jeden gabinet lekarski 1170 osób. W dobrze wyposażonych ośrodkach udzielana jest podstawowa ambulatoryjna obsługa w zakresie ochrony zdrowia. Specjalistyczną opiekę zdrowotną sprawuje Szpital Powiatowy w Starachowicach oraz placówki zlokalizowane na terenie miasta. W leki i środki farmaceutyczne mieszkańcy gminy mogą zaopatrywać się w dwóch aptekach w Pawłowie i Brzeziu oraz w punkcie aptecznym w Chybicach.
W Pawłowie funkcjonuje prywatna lecznica zwierząt, gdzie zatrudnionych jest trzech weterynarzy. W Godowie od 2000 roku działalność prowadzi Dom Pomocy Społecznej im. Sue Ryder. Jest to jednostka podległa starostwu powiatowemu w Starachowicach, w której 88 ludzi w podeszłym wieku, przewlekle i somatycznie chorych otrzymuje pełny zakres usług bytowych, opiekuńczych oraz wsparcie duchowe. Przy Sanktuarium Matki Bożej Bolesnej w Godowie od końca 2010 roku funkcjonuje Zakład Medycyny Paliatywnej i Hospicyjnej im. św. Ojca Pio, prowadzony przez Niepubliczny Zakład Opieki Zdrowotnej Gomed z Ostrowca Świętokrzyskiego. W parterowym budynku można przyjąć 27 dorosłych pacjentów i 3 dzieci. Kierownikiem placówki jest lekarz medycyny paliatywnej Małgorzata Radłowska-Raban. W ośrodku zatrudnionych jest trzech lekarzy, pielęgniarki oraz personel pomocniczy.

### Pomoc społeczna

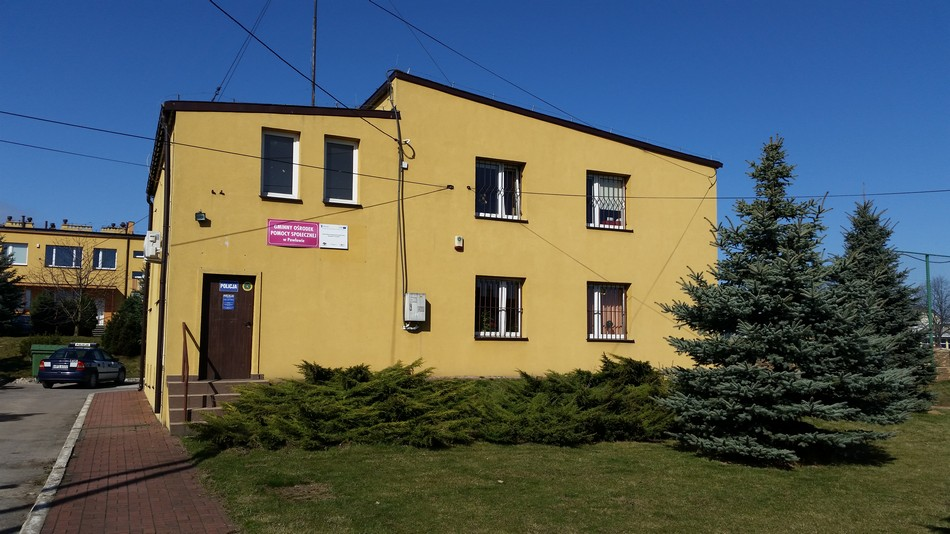
Budynek Gminnego Ośrodka Pomocy Społecznej w Pawłowie

Zadania w zakresie pomocy społecznej na terenie gminy Pawłów realizuje utworzony w kwietniu 1990 roku Gminny Ośrodek Pomocy Społecznej. Jest to samodzielna jednostka organizacyjna działająca jako wyodrębniona jednostka budżetowa Gminy Pawłów. Kierownikiem instytucji jest Monika Skrzeczyna. W ośrodku zatrudnionych jest 16 osób. Do zadań ośrodka należy przede wszystkim pomoc osobom i rodzinom w przezwyciężaniu trudnych sytuacji życiowych, których nie są w stanie same rozwiązać. W 2015 roku na terenie gminy w najtrudniejszej sytuacji socjalno-bytowej pozostawały rodziny z dziećmi, w tym rodziny niepełne oraz osoby starsze i bezrobotne. Jednak głównym powodem udzielania pomocy finansowej przez GOPS jest bezrobocie. W 2015 roku pomoc w tym zakresie otrzymało 1158 osób. Z powodu ubóstwa osób i rodzin ośrodek udzielił wsparcia 757 rodzinom. Beneficjentami w tym okresie były również osoby dotknięte długotrwałą lub ciężką chorobą, którym przyznano 546 świadczeń, a osobom niepełnosprawnym 480. Największa liczba osób korzystających z zasiłku okresowego, celowego i dożywania mieszka w miejscowościach Łomno, Pawłów i Godów. Od 2012 roku systematycznie spada liczba przyzwanych świadczeń.
| Korzystający z pomocy GOPS     | 2012 | 2013 | 2014 | 2015 |
| ------------------------------ | ---- | ---- | ---- | ---- |
| Liczba osób                    | 1234 | 1218 | 1217 | 1140 |
| Osoby długotrwale korzystające | 950  | 960  | 980  | 990  |
| Liczba rodzin                  | 813  | 747  | 785  | 755  |

### Bezpieczeństwo publiczne
Zadania z zakresu ochrony ludności, ochrony przeciwpożarowej oraz ratownictwa na terenie gminy realizuje osiem jednostek ochotniczych straży pożarnych. Cztery z nich OSP Ambrożów, OSP Brzezie, OSP Kałków i OSP Pawłów działają w Krajowym Systemie Ratowniczo-Gaśniczym. Wspólnie z pozostałymi OSP Nieczulice, OSP Pokrzywnica, OSP Radkowice i OSP Tarczek zrzeszają 253 strażaków ochotników. Funkcję komendanta gminnego OSP pełni Henryk Cioroch. Jednostki te ściśle współpracują z zastępami Państwowej Straży Pożarnej. Są dobrze wyposażone oraz dysponują pięcioma samochodami bojowymi. W 2014 roku oddano nową remizę w Kałkowie, a w latach wcześniejszych wyremontowano strażnice w Pawłowie, Brzeziu, Ambrożowie i Radkowicach. W latach ubiegłych jednostki OSP funkcjonowały ponadto w: Bronkowicach, Grabkowie, Jadownikach, Łomnie, Rzepinie Drugim, Szerzawach.
| Jednostki OSP   | Prezes            | Naczelnik          | Samochód                               | Liczba strażaków |
| --------------- | ----------------- | ------------------ | -------------------------------------- | ---------------- |
| OSP Ambrożów    | Krzysztof Cieślik | Łukasz Gromiec     | MAN TGM 13.290 (2011 r.)               | 44               |
| OSP Brzezie     | Michał Przygoda   | Józef Sala         | MAN LE 14.280 (2015 r.)                | 33               |
| OSP Kałków      | Edward Sławek     | Krzysztof Chudak   | MAN (1996 r.)                          | 42               |
| OSP Nieczulice  | Leszek Kosiarski  | Wiesław Zieja      | Żuk (1974 r.)                          | 21               |
| OSP Pawłów      | Jacek Saramak     | Marek Styczyński   | Star-Man 1566 (2007 r.) Ford (2003 r.) | 47               |
| OSP Pokrzywnica | Mirosław Głowacki | Kazimierz Maciąg   | brak                                   | 22               |
| OSP Radkowice   | Henryk Cioroch    | Andrzej Drążek     | Star 244 (1984 r.)                     | 24               |
| OSP Tarczek     | Robert Strąk      | Wiesław Milanowski | brak                                   | 21               |

Do 2012 roku na terenie gminy funkcjonował posterunek Policji. Po jego likwidacji i przeniesieniu do gminy Brody, policjanci pełnią jedynie dyżury w budynku Gminnego Ośrodka Pomocy Społecznej w Pawłowie.

## Gospodarka

### Budżet gminy
Podstawą dochodów gminy Pawłów są środki pochodzące z budżetu państwa, podatków i subwencji. Gmina realizuje zadania publiczne o charakterze administracyjnym oraz społeczno-socjalnym przekazane lub zlecone przez państwo. Prowadzi również działalność w sferze gospodarczej w szczególności poprzez inwestycje. Ze środków przekazanych z budżetu państwa finansowane są zadania publiczne, natomiast z dochodów własnych, z nadwyżki budżetowej z lat poprzednich, ze sprzedaży majątku, z dotacji celowych oraz emisji obligacji, kredytów, pożyczek zaciąganych w bankach i innych instytucjach finansowych finansowane są zadania gospodarcze. Podstawowym celem finansów gminy jest zgromadzenie takiej ilości środków finansowych, które będą wystarczające do zaspokojenia stale rosnącego zapotrzebowania na usługi publiczne i społeczne.
Budżet gminy od 1995 roku utrzymywał tendencję wzrostową. W szybkim tempie rosły dochody, których wartość w 1998 roku podwoiła się w stosunku do 1995 roku. Było to spowodowane rozpoczęciem przez gminę szeregu inwestycji zwłaszcza w infrastrukturę techniczną i drogową, a tym samym zaciąganiem na ich realizację kredytów i pożyczek. Zwiększyły się dotacje oraz subwencje, głównie na oświatę. Wzrost dochodów nastąpił również dzięki środkom pozyskanym z europejskich programów m.in. Phare i SAPARD. Budżet w latach 1995–1999 był zrównoważony z niewielkim saldem dodatnim.
Po 2000 roku budżet gminy dynamicznie wzrastał, osiągając w 2002 roku kwotę 20 milionów złotych. Największy wpływ na jego wysokość miały jednak środki z subwencji i dotacji. Dochody własne utrzymywały się na niskim poziomie i w tym okresie kształtowały się na poziomie 2 milionów złotych. Po wejściu Polski do Unii Europejskiej nastąpił intensywny rozwój gminy. W przeciągu dwóch lat budżet zwiększył się do 30 milionów złotych. W tym okresie dług gminy wynosił 1 515 478,67 złotych, a więc 5,03% zaplanowanych dochodów na 2006 rok.
Jedną z kluczowych pozycji w budżecie każdej jednostki samorządu terytorialnego stanowią dochody własne. W 2018 roku gmina Pawłów uzyskała ponad 11,5 mln złotych dochodów własnych. Największe wpływy pochodziły z podatku od osób fizycznych (PIT) w kwocie 7 149 310,00 zł oraz z podatku od nieruchomości 1 340 920,80 zł. Stosunkowo niewielkie były wpływy z podatku CIT 41 549,65 zł. Gmina Pawłów jest gminą rolniczą więc i wpływu z podatku rolnego stanowią znaczną część dochodów własnych. W 2018 roku wpływy z tego podatku wyniosły 849 320,03 zł. Znaczne dochody w kwocie 469 994,40 pochodziły również z podatku od środków transportu.
| Rok  | Dochody ogólne | Dochody własne | Subwencje     | Dotacje celowe | Wydatki       | Nadwyżka/deficyt |
| ---- | -------------- | -------------- | ------------- | -------------- | ------------- | ---------------- |
| 1995 | 7 916 557,00   | 988 549,00     | 1 239 753,00  | 1 959 216,00   | 7 433 249,00  | 483 308,00       |
| 1996 | 9 835 482,00   | 1 154 020,00   | 1 648 354,00  | 2 101 770,00   | 9 978 003,00  | –142 521,00      |
| 1997 | 13 024 994,00  | 1 181 550,00   | 1 992 768,00  | 2 610 024,00   | 13 234 217,00 | –209 223,00      |
| 1998 | 14 537 611,00  | 1 186 875,00   | 2 376 665,00  | 3 558 183,00   | 14 463 528,00 | 74 083,00        |
| 1999 | 16 460 510,00  | 2 758 225,00   | 9 066 600,00  | 3 258 456,00   | 17 698 935,00 | –1 238 425,00    |
| 2000 | 15 913 554,00  | 2 461 705,00   | 10 152 593,00 | 2 537 427,00   | 15 580 741,00 | –332 813,00      |
| 2001 | 16 620 103,00  | 2 521 141,00   | 11 797 391,00 | 1 922 601,00   | 16 454 673,00 | 165 430,00       |
| 2002 | 20 483 648,00  | 2 027 577,00   | 13 347 110,00 | 1 564 044,00   | 20 426 802,00 | 56 846,00        |
| 2003 | 20 719 067,00  | 1 872 806,00   | 14 587 289,00 | 1 365 502,00   | 21 881 595,00 | –1 162 528,00    |
| 2004 | 24 148 662,00  | 2 942 036,00   | 14 607 816,00 | 2 937 690,48   | 24 928 238,00 | –779 576,00      |
| 2005 | 25 502 049,00  | 3 489 368,00   | 14 923 197,00 | 5 607 748,00   | 24 546 734,00 | 955 315,00       |
| 2006 | 30 118 808,16  | 3 807 303,78   | 16 550 556,00 | 8 393 681,82   | 29 259 727,51 | 859 080,65       |
| 2007 | 30 502 546,06  | 4 148 241,28   | 17 296 155,00 | 8 777 123,67   | 29 936 805,16 | 565 740,90       |
| 2008 | 33 351 163,84  | 4 814 189,83   | 19 277 677,00 | 8 349 452,51   | 35 965 888,20 | –2 614 724,36    |
| 2009 | 38 761 574,07  | 5 938 364,91   | 21 875 126,00 | 8 167 111,72   | 42 375 484,25 | –3 613 910,18    |
| 2010 | 40 474 704,34  | 4 877 344,24   | 21 455 384,00 | 9 074 535,06   | 54 692 146,00 | –14 217 441,66   |
| 2011 | 40 697 708,13  | 5 399 514,90   | 22 661 768,00 | 8 958 546,30   | 43 948 575,00 | –3 250 866,87    |
| 2012 | 39 807 003,05  | 5 847 948,78   | 23 167 190,00 | 9 724 686,75   | 43 355 783,23 | –3 548 780,18    |
| 2013 | 43 082 638,14  | 6 186 862,46   | 23 939 510,00 | 9 396 174,37   | 46 964 150,91 | –3 881 512,77    |
| 2014 | 49 261 112,96  | 10 070 593,23  | 23 215 437,00 | 10 512 739,18  | 47 765 373,18 | 1 495 739,78     |
| 2015 | 46 995 201,67  | 8 818 418,22   | 23 884 455,00 | 10 496 250,69  | 48 102 557,80 | –1 107 356,13    |
| 2016 | 57 908 306,25  | 11 366 316,11  | 24 126 176,00 | 21 458 201,53  | 60 704 043,25 | –2 795 737,00    |
| 2017 | 61 889 200,13  | 11 492 213,36  | 24 881 891,00 | 25 515 095,77  | 61 685 965,13 | 203 235,00       |
| 2018 | 78 839 181,79  | 13 116 716,94  | 25 227 349,00 | 22 296 116,59  | 87 806 954,49 | –5 022 494,71    |

#### Zadłużenie gminy
| Rok  | Zaciągnięte kredyty i pożyczki | Spłaty kredytów i pożyczek | Umorzenia  | Dług publiczny | Obsługa długu | Zadłużenie [%] |
| ---- | ------------------------------ | -------------------------- | ---------- | -------------- | ------------- | -------------- |
| 2002 | 500 000,00                     | 265 000,00                 | 100 000,00 | 1 235 000,00   | 75 472,00     | 6,03%          |
| 2003 | 1 097 440,00                   | 185 000,00                 | 0,00       | 2 147 440,00   | 64 548,00     | 10,36%         |
| 2004 | 1 441 810,00                   | 605 366,00                 | 400 000,00 | 2 583 884,00   | 80 525,00     | 10,70%         |
| 2005 | 770 805,00                     | 769 714,00                 | 0,00       | 2 372 341,00   | 68 190,00     | 9,30%          |
| 2006 | 658 814,23                     | 862 098,00                 | 0,00       | 1 515 478,67   | 53 049,13     | 5,03%          |
| 2007 | 0,00                           | 636 024,00                 | 0,00       | 877 107,25     | 34 589,15     | 2,87%          |
| 2008 | 3 168 177,32                   | 441 412,19                 | 95 597,23  | 3 567 234,13   | 18 746,35     | 10,70%         |
| 2009 | 4 511 851,68                   | 196 800,00                 | 0,00       | 7 820 438,56   | 127 563,12    | 20,18%         |
| 2010 | 12 977 162,85                  | 966 501,56                 | 0,00       | 19 865 889,10  | 405 615,74    | 49,08%         |
| 2011 | 2 313 249,32                   | 2 686 697,32               | 0,00       | 19 889 670,72  | 742 802,08    | 48,87%         |
| 2012 | 6 009 313,62                   | 2 936 263,92               | 0,00       | 23 581 050,31  | 1 027 776,06  | 59,24%         |
| 2013 | 7 211 271,69                   | 3 196 858,88               | 0,00       | 26 545 114,36  | 888 786,15    | 61,61%         |
| 2014 | 2 992 762,28                   | 5 896 435,76               | 0,00       | 23 641 440,88  | 803 957,72    | 47,99%         |
| 2015 | 4 593 515,73                   | 3 430 993,88               | 0,00       | 24 803 962,73  | 648 096,43    | 52,78%         |
| 2016 | 3 808 122,99                   | 3 856 408,43               | 0,00       | 22 883 955,48  | 636 947,67    | 39,52%         |
| 2017 | 3 625 826,37                   | 3 625 826,37               | 0,00       | 22 884 805,48  | 567 794,35    | 36,98%         |
| 2018 | 7 879 898,29                   | 4 054 699,29               | 0,00       | 26 710 629,28  | 525 086,88    | 33,88%         |

### Rolnictwo

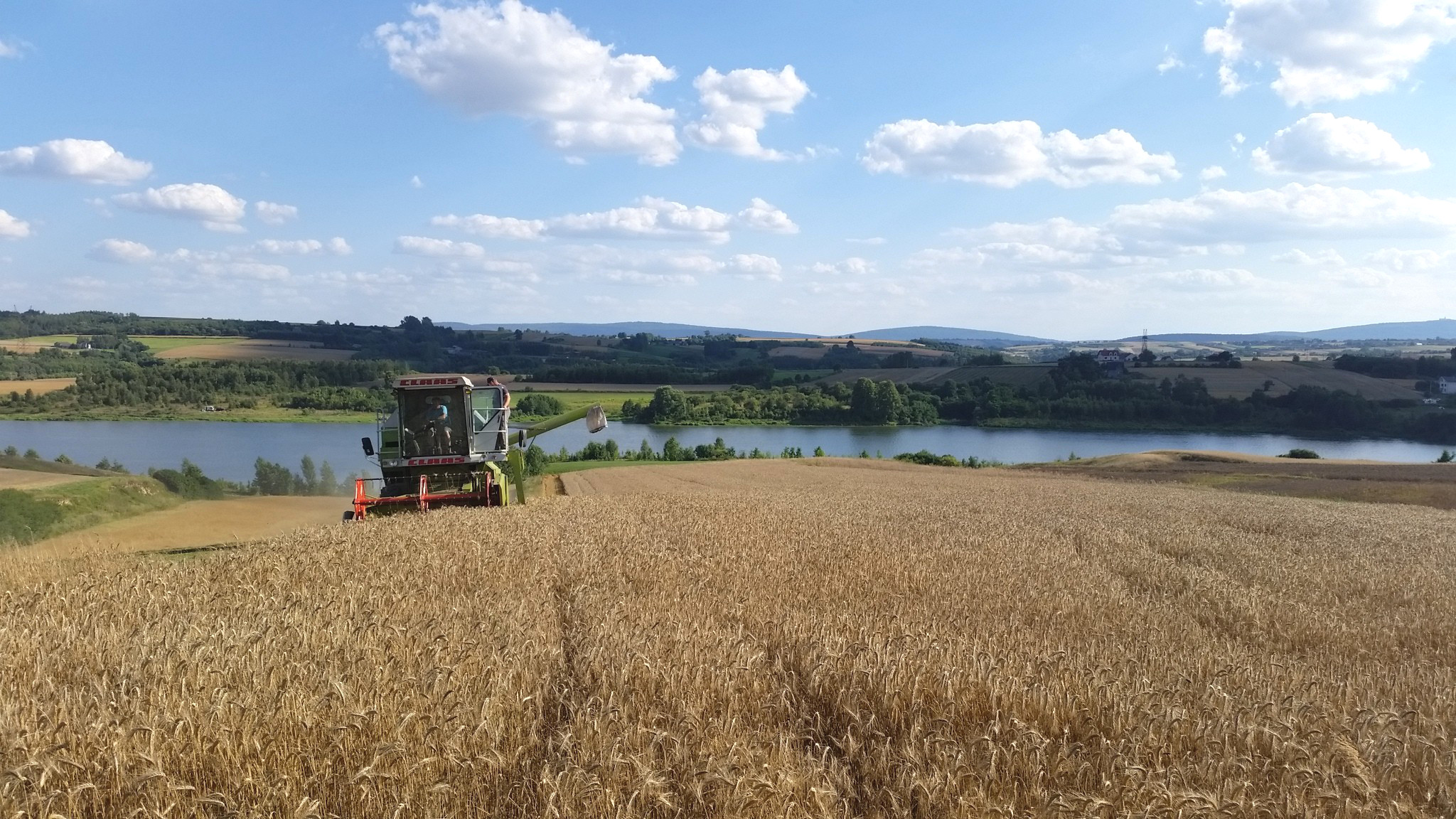
Żniwa w gminie Pawłów

Gmina Pawłów ma charakter typowo rolniczy o dużym potencjale produkcyjnym z uwagi na dobre gleby. W środkowej części gminy dominują gleby wytworzone z utworów lessowych, natomiast słabsze gleby występują w części północnej i południowej gminy. Gleby najwyższych klas bonitacji II i III stanowią 62,8%, a łącznie z glebami IV klasy – 91,8% wszystkich gleb w obrębie gruntów ornych. Użytki rolne zajmują 77% obszaru gminy, lasy 17%, a pozostałe 6%. Grunty orne w obrębie użytków rolnych zajmują 89,7% powierzchni. Trwałe użytki rolne stanowią 8,5%, a sady 1,8%. Warunki agroklimatyczne są średnio korzystne, z występowaniem średnio–wysokiego ryzyka dla uprawy roślin gruntowych o dużych wymaganiach cieplnych oraz większości gatunków drzew owocowych.
Produkcja rolnicza opiera się o gospodarstwa indywidualne, w których posiadaniu znajduje się 93,8% areału użytków rolnych. W latach wcześniejszych w Łomnie funkcjonowała Stacja Nasienno-Szkółkarska stanowiąca przykład gospodarstwa uspołecznionego. W 1998 roku na terenie gminy istniały 2994 gospodarstwa o przeciętnym areale 3,9 ha użytków rolnych, z czego 313 gospodarstw nie przekraczało 1 ha. W tym okresie przeważały gospodarstwa małe (2-5 ha) i bardzo małe (1-2 ha), które łącznie stanowiły ponad 70% wszystkich gospodarstw. Średnie stanowiły 38%, a duże o powierzchni powyżej 10 ha 1%. W ostatnich latach utrzymuje się tendencja do powiększania gospodarstw, a tym samym do koncentracji i opłacalności produkcji m.in. poprzez zawieranie umów dzierżawy.
Lokalne przetwórstwo rolno–spożywcze jest słabo rozwinięte. W gminie znajdują się piekarnie, masarnia oraz zakłady przemiału zbóż. Brak jest zakładów przetwórczych wykorzystujących miejscowe surowce rolnicze, a zwłaszcza mleka, owoców i warzyw.

### Odnawialne źródła energii

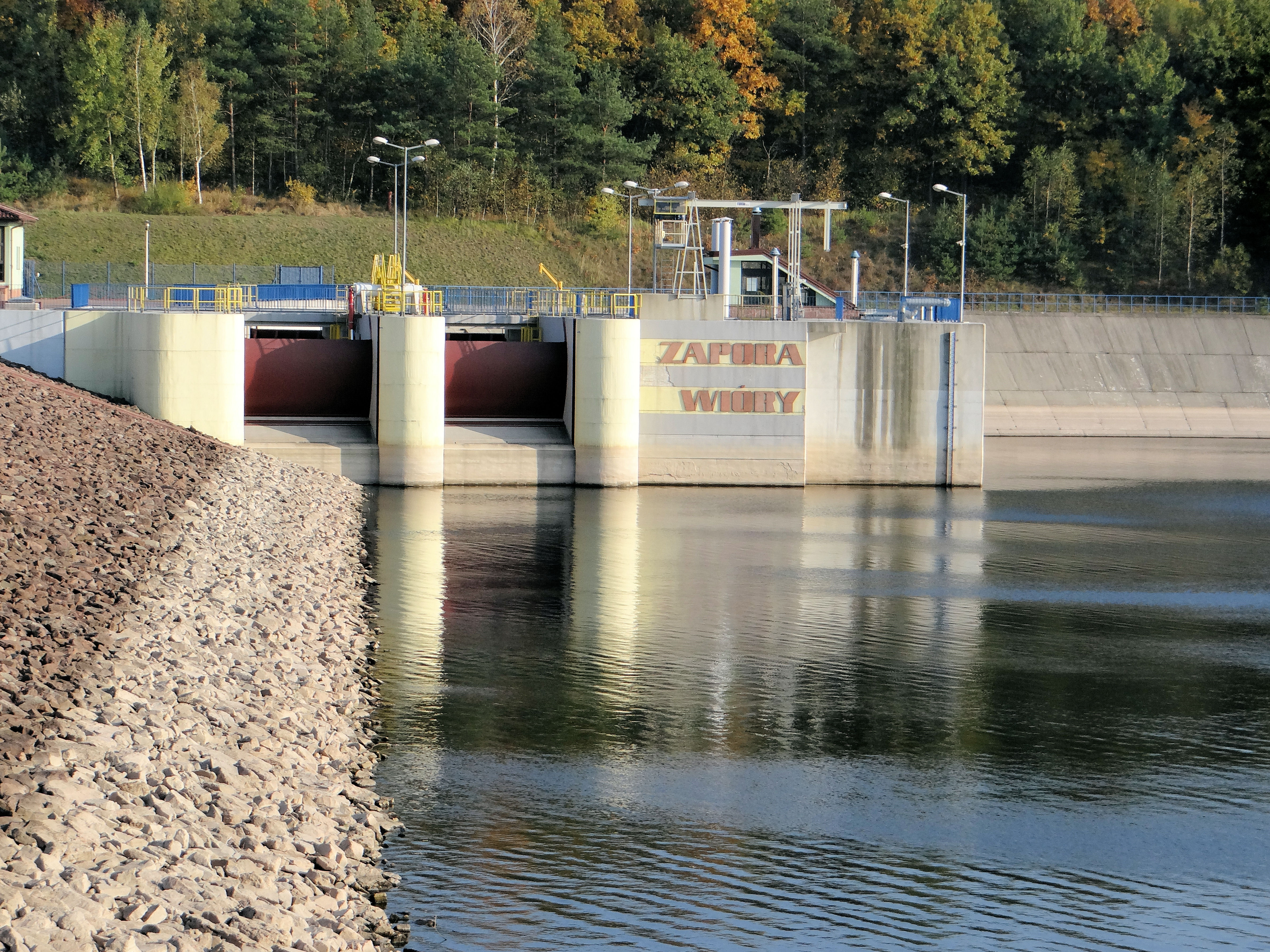
Zapora wodna „Wióry”, w której znajduje się przepływowa elektrownia wodna

Na terenie gminy najpowszechniej wykorzystywana jest energia odnawialna pochodząca z biomasy. Jest ona spalana w celu uzyskania ciepła do ogrzewania budynków mieszkalnych. Biomasę mieszkańcy pozyskują głównie z drewna lub z odpadów po przerobie drewna. Rośnie również popyt na paliwo uszlachetnione, takie jak brykiet lub pellet. Od końca lat 90. mieszkańcy w gospodarstwach domowych wykorzystują do ogrzewania wody kolektory słoneczne. W ostatnim czasie do ogrzewania budynków instalowane są pompy ciepła, ale stanowią niewielki procent w gospodarstwach domowych. Stosunkowo niewiele jest instalacji fotowoltaicznych. Moc obecnie użytkowanych jest niewielka i wynosi do 5 kW. Na przełomie 2015 i 2016 roku w Szerzawach uruchomiona została farma wiatrowa, składająca się z pięciu dużych wiatraków o mocy 2 MW każdy. Farma została wybudowana przez hiszpańskiego inwestora spółkę Gestamp Wind 10 Sp. z o.o. Inwestycja kosztowała 50 milionów złotych i została zrealizowana ze środków Narodowego Funduszu Ochrony Środowiska i Gospodarki Wodnej. W gminie zlokalizowana jest jedna elektrownia wodna przepływowa, oddana do użytku w czerwcu 2008 roku. Znajduje się ona na zbiorniku retencyjnym „Wióry” w Kałkowie. Składa się z trzech turbozespołów o łącznej mocy 400 kW i produkcji rocznej powyżej 1,0 GWh.

### Działalność gospodarcza
Gmina Pawłów jest gminą podmiejską o charakterze rolniczym, na której terenie nie są zlokalizowane żadne duże zakłady przemysłowe. Charakterystyczną cechą sektora produkcyjnego w gminie jest duża aktywność gospodarcza inwestorów prywatnych, zwłaszcza w sferze usług rynkowych. W 2015 roku w gminie zarejestrowanych było 796 podmiotów gospodarczych, z czego 30 podmiotów znajdowało się w sektorze publicznym, a 766 w sektorze prywatnym. Spośród podmiotów prowadzących działalność na terenie gminy duże znaczenie odgrywają przedsiębiorstwa z sektora usługowego w tym przemysłu i budownictwa, których liczba rośnie i stanowi blisko 39% ogółu firm. Równie liczne są firmy transportowe oraz warsztaty naprawcze w tym dwie okręgowe stacje kontroli pojazdów w Pawłowie i Ambrożowie. W sektorze produkcyjnym największym zakładem jest fabryka kostki brukowej „Fama-Bruk” w Dąbrowie. W branży spożywczej działają dwie piekarnie w Pawłowie i Radkowicach oraz dwa zakłady przetwórstwa mięsnego w Ambrożowie i Wieloborowicach. W północno-zachodniej części gminy rozwinięte jest przetwórstwo przemysłowe drewna, gdzie w Radkowicach działalność prowadzi kilkanaście dużych tartaków. W Godowie natomiast funkcjonuje duży zakład stolarski. W branży metalowej funkcjonują zakłady specjalizujące się w wykonywaniu ogrodzeń i balustrad zlokalizowane w Godowie, Kałkowie, Dąbrowie, Szerzawach i Starym Bostowie. Największą powierzchnię spośród firm w gminie zajmuje przedsiębiorstwo ogrodnicze w Warszówku, specjalizujące się w eksporcie za granicę kwiatów. Na obszarze gminy znajduje się trzy stacje paliw, w tym dwie w Pawłowie oraz trzy stacje LPG z autogazem. W gminie działalność handlową prowadzi czterdzieści sklepów spożywczo-przemysłowych, cztery lokale gastronomiczne oraz kilka dyskontów odzieżowych. Spośród nich tylko jeden to sklep wielkopowierzchniowy należący do ogólnopolskiej sieci „Lewiatan”. W gminie funkcjonują ponadto dwa duże składy budowlane.
W 2006 roku uchwalono plan zagospodarowania przestrzennego dla miejscowości Dąbrowa, w którym w północnej części wyodrębniono teren przeznaczony dla zabudowy przemysłowo-magazynowej. Obszar ten wybrano ze względu na uzbrojenie w media, dobry dostęp komunikacyjny oraz niskie klasy bonitacyjne. Obszar o łącznej powierzchni 62,85 ha nie został wykupiony przez gminę i jest własnością mieszkańców. Wyznaczenie specjalnego terenu miało na celu pomoc w tworzeniu podmiotów gospodarczych, a tym samym nowych miejsc pracy dla mieszkańców gminy.
| Liczba firm      | 1989 | 1990 | 1991 | 1992 | 1993 | 1994 | 1995 | 1996 | 1997 | 1998 | 1999 | 2000 | 2001 | 2002 | 2003 | 2004 | 2005 | 2006 | 2007 | 2008 | 2009 | 2010 | 2011 | 2012 | 2013 | 2014 | 2015 | 2016 |
| ---------------- | ---- | ---- | ---- | ---- | ---- | ---- | ---- | ---- | ---- | ---- | ---- | ---- | ---- | ---- | ---- | ---- | ---- | ---- | ---- | ---- | ---- | ---- | ---- | ---- | ---- | ---- | ---- | ---- |
| Sektor publiczny |      |      |      |      |      |      |      |      |      |      |      |      |      |      |      |      | 30   |      |      |      |      | 30   | 30   | 36   | 33   | 29   | 30   |      |
| Sektor prywatny  | 58   | 125  | 187  | 248  | 283  | 316  | 331  | 361  | 422  | 489  | 473  | 522  | 563  | 567  | 541  | 494  | 488  | 501  | 538  | 561  | 583  | 635  | 571  | 696  | 752  | 753  | 766  |      |

### Budownictwo mieszkaniowe

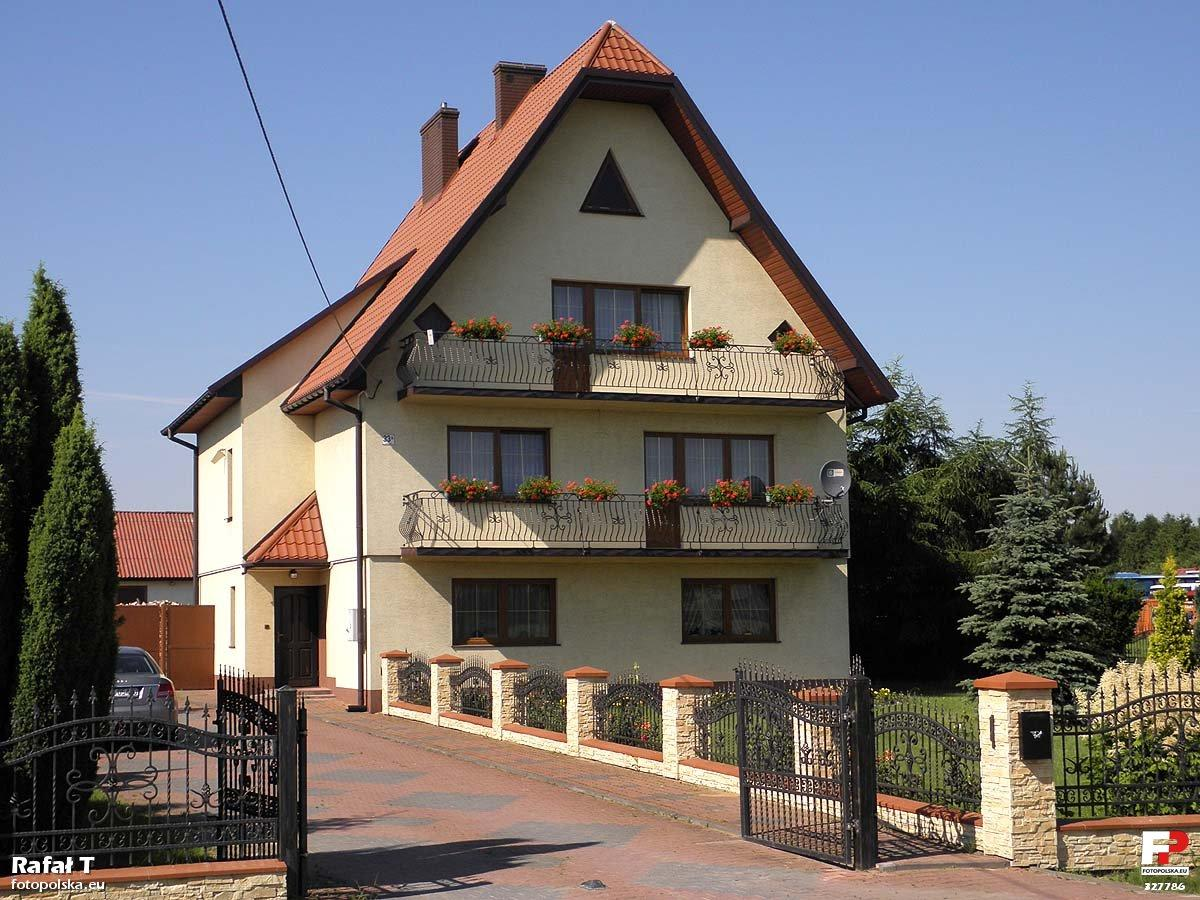
Dom w Kałkowie, jeden z przykładów zabudowy jednorodzinnej

Budownictwo mieszkaniowe na terenie gminy Pawłów charakteryzuje się zabudową jednorodzinną i zagrodową, co związane jest z charakterem rolniczym gminy. W 2013 roku na terenie gminy znajdowało się 3684 budynki mieszkalne o łącznej powierzchni użytkowej 332296,8 m². Przeciętna powierzchnia użytkowa jednego mieszkania wynosiła 90,2 m². Większość mieszkań stanowiła własność prywatną. Zabudowa wielorodzinna jest niewielka. W Łomnie znajdują się dwa popegeerowskie bloki z ośmioma mieszkaniami każdy. Ponadto w Chybicach, Szerzawach, Pawłowie i Rzepinie Drugim znajdują się wielolokalowe mieszkania po byłych domach nauczyciela. W związku z budową zbiornika „Wióry” i wysiedleniem mieszkańców Szelig na początku lat 90. w Kałkowie oddano do użytku segment dwunastu mieszkań. W 2013 roku do użytku oddano 19 jednorodzinnych budynków mieszkalnych.
Począwszy od końca lat 80. XX wieku następuje tendencja rosnąca w budowie nowych budynków mieszkalnych. W 1989 roku na terenie gminy znajdowało się 3397 mieszkań o powierzchni użytkowej 198,9 tys. m². W 1996 roku nastąpił wzrost zasobów mieszkaniowych i liczba budynków wzrosła do 3637 z 11056 izbami o łącznej powierzchni 224,7 tys. m². Blisko 70% ogółu budynków stanowiły budynki murowane w dobrym i bardzo dobrym stanie technicznym. W 2007 roku w stosunku do poprzednich lat liczba budynków mieszkalnych spadła do 3581. Jednak liczba 13609 izb o łącznej powierzchni użytkowej 304 tys. m² była wyższa, co wynikało z budowy mieszkań większych i o lepszym standardzie.
W 1999 roku Rada Gminy w Pawłowie uchwaliła studium uwarunkowań i kierunków zagospodarowania przestrzennego gminy Pawłów, który w sposób ogólny określił politykę przestrzenną i lokalne zasady zagospodarowania. Dokument ten stanowił podstawę do opracowania miejscowych planów zagospodarowania przestrzennego określających przeznaczenie, warunki zagospodarowania i zabudowy terenu gminy. W 2006 roku Rada Gminy w Pawłowie uchwaliła miejscowe plany w następujących miejscowościach: Ambrożów, Bukówka, Chybice, Dąbrowa, Godów, Kałków, Nieczulice, Pawłów, Pokrzywnica, Rzepin Drugi, Szeligi, Tarczek, Trzeszków i Wieloborowice. W 2012 roku w związku z budową farmy wiatrowej uchwalono plan dla Szerzaw.
| Rok  | Budynki mieszkalne | Liczba izb | Powierzchnia użytkowa w tys. m² | Nowe budynki |
| ---- | ------------------ | ---------- | ------------------------------- | ------------ |
| 1989 | 3397               | 9792       | 198,9                           | 22           |
| 1992 | 3466               | 10153      | 206,2                           | 18           |
| 1993 | 3584               | 10783      | 218,5                           | ?            |
| 1994 | 3592               | 10833      | 219,4                           | 12           |
| 1995 | 3596               | 10862      | 220,4                           | 10           |
| 1996 | 3637               | 11056      | 224,7                           | 41           |
| 2007 | 3581               | 13609      | 304,0                           | ?            |
| 2012 | 3665               | ?          | 329,85                          | 33           |
| 2013 | 3684               | ?          | 332,29                          | 19           |

### Transport

#### Infrastruktura drogowa

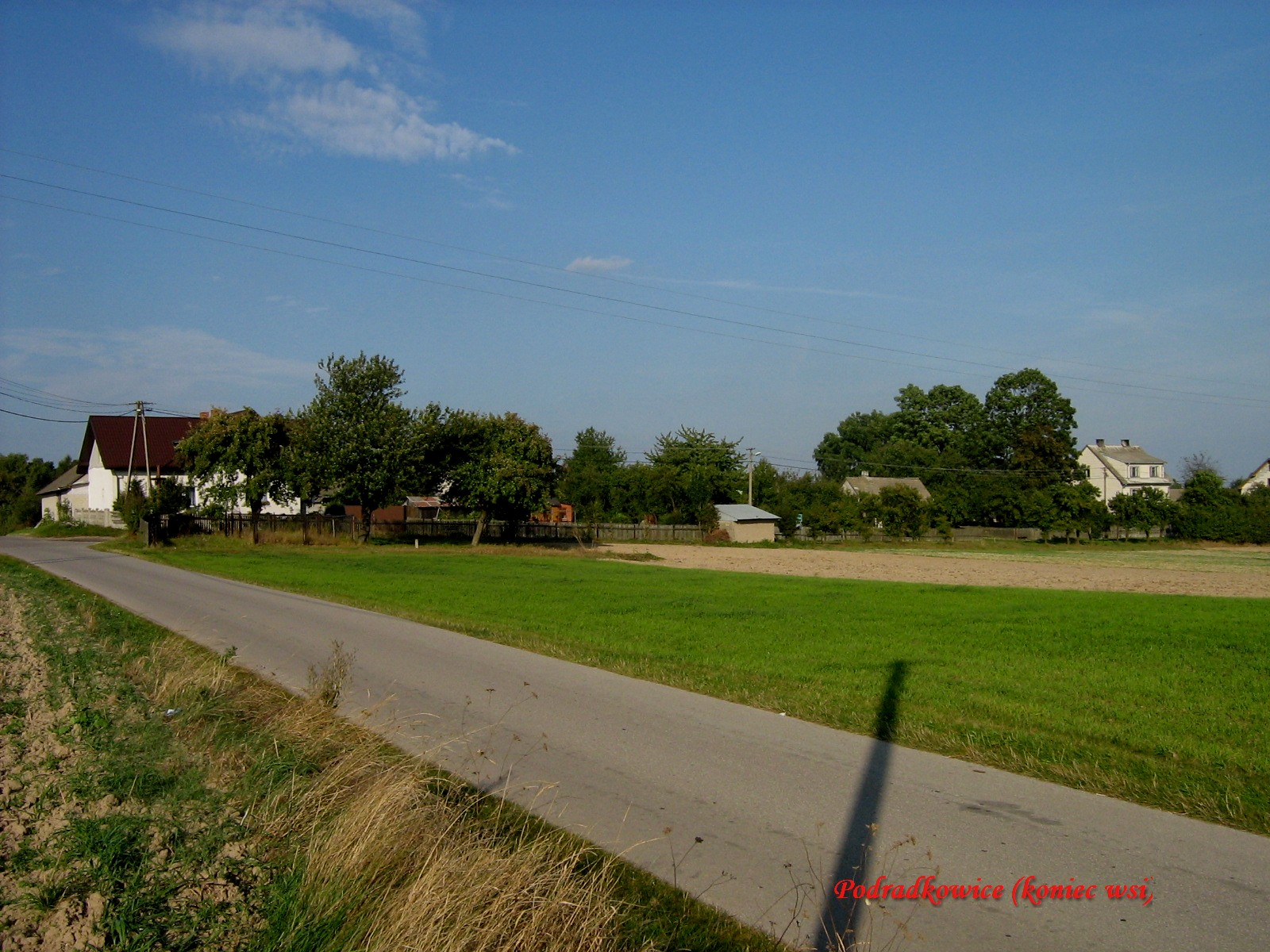
Droga gminna nr 362010T w Bronkowicach

Gmina Pawłów posiada dobrze rozwiniętą sieć dróg publicznych, natomiast brak jest sieci kolejowej. Główną oś komunikacyjną tworzą trzy drogi wojewódzkie. Droga 751 o łącznej długości 55 km, a na terenie gminy 1,2 km, droga 752 o długości całkowitej 27 km, a w gminie 9,2 km oraz droga 756 o długości 74 km, a w granicach gminy znajduje się 13,6 km. Łączna ich długość w granicach gminy wynosi 24 km co daje wskaźnik gęstości sieci 7,5 km/100 km². Drogi te posiadają nawierzchnię bitumiczną i są w dobrym lub średnim stanie technicznym. Są one zarządzane są przez Świętokrzyski Zarząd Dróg Wojewódzkich w Kielcach. Część z tych dróg wchodzi w skład stworzonej przez samorząd województwa i wpisanej do programów i dokumentów poziomu regionalnego tzw. Małej Pętli Świętokrzyskiej.

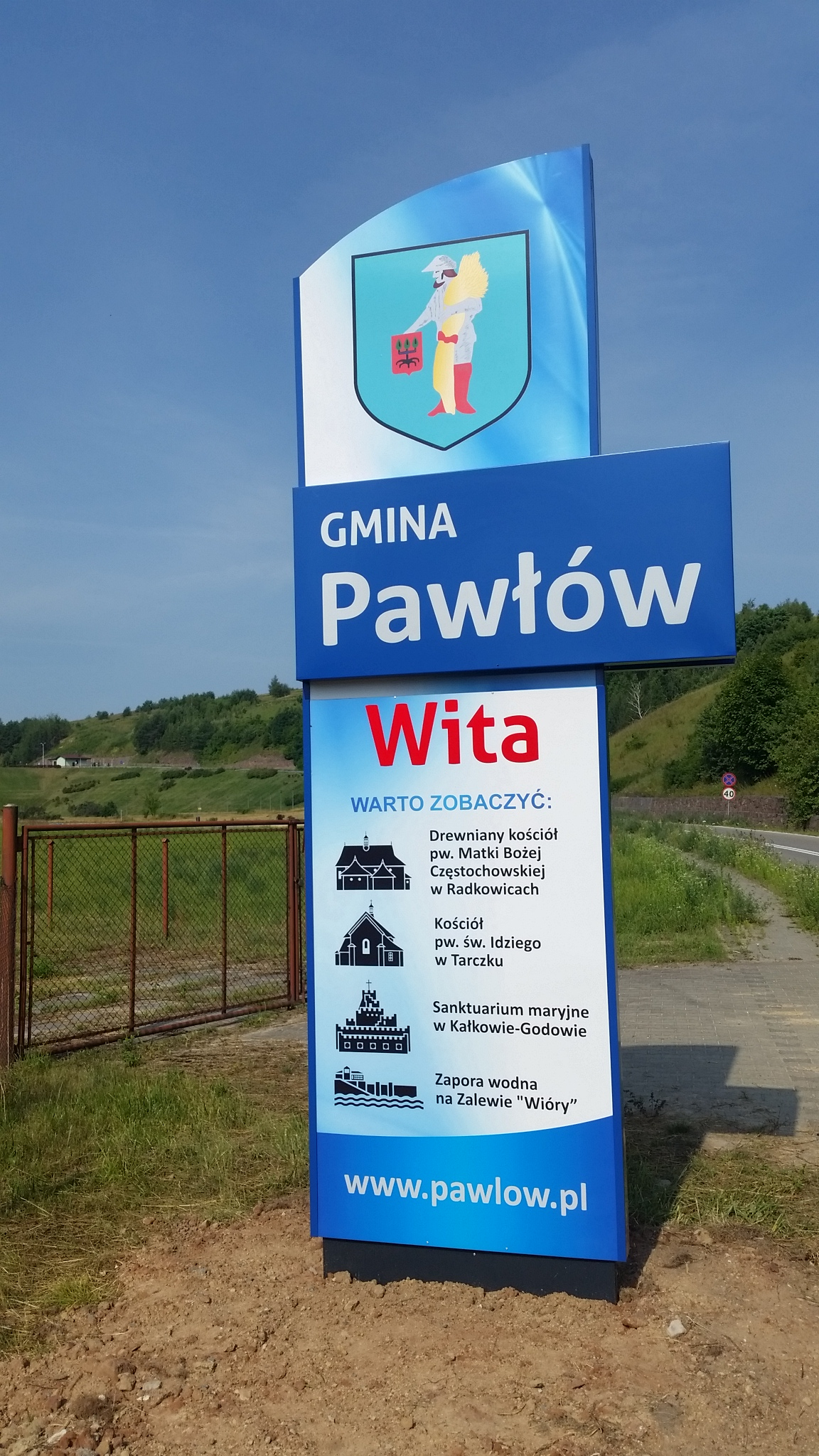
Witacz w Gminie Pawłów ustawiony przy zaporze „Wióry”

Na terenie gminy poza drogami wojewódzkimi znajduje się 20 dróg powiatowych o łącznej długości 91,2 km. Drogi powiatowe są zarządzane przez Zarząd Dróg Powiatowych w Starachowicach. Do ważniejszych dróg powiatowych w gminie Pawłów zaliczają się: droga Nr 0508T, która łączy Bodzentyn z Rudkami, droga Nr 0603T, łącząca gminę Bodzentyn z gminą Waśniów, droga Nr 0613T, która łączy gminę Brody z gminą Pawłów oraz droga Nr 0650T stanowiąca połączenie gminy Pawłów z gminą Kunów. Pozostałe drogi powiatowe i gminne mają charakter lokalny łączący poszczególne sołectwa ze sobą oraz z drogami wyższej kategorii. Ostatnią kategorią dróg publicznych są drogi gminne. Do sieci dróg gminnych należy 30 tras o długości 47,3 km. Są one zarządzane przez Urząd Gminy w Pawłowie, a ich utrzymaniem zajmuje się Gminny Zakład Usługowo-Inwestycyjny w Brzeziu. Ponadto na terenie gminy istnieje szereg dróg najniższej kategorii, bez klasyfikacji i numeracji, które są najczęściej drogami wewnętrznymi stanowiącymi dojazd do posesji prywatnej lub pola.
Sukcesywnie drogi na terenie gminy są poddawane remontom, co znacznie poprawia bezpieczeństwo na tych odcinkach, szczególnie w okresie zimowym. W latach 2006–2008 wyremontowano 3,4 km dróg powiatowych za łączną kwotę 1 688 tysięcy złotych. Środki pochodziły z budżetu gminy, powiatu starachowickiego oraz źródeł zewnętrznych. W ramach inwestycji wyremontowana została droga nr 0611T, przebudowano drogi nr 0608T i nr 0598T. W okresie od kwietnia do sierpnia 2009 roku przebudowano drogę nr 0612T w Rzepinie Drugim. W tym też roku rozpoczęto przebudowę drogi nr 0598T na odcinku Grabków – Bostów. Inwestycję ukończono w 2011 roku. W 2011 roku za kwotę 5,5 miliona złotych przebudowano drogę powiatową nr 0613T na odcinku Dąbrowa-Pawłów, z czego wkład własny gminy wyniósł 1 350 tysięcy złotych. W 2012 roku ukończono przebudowę drogi nr 0628T na trasie Dąbrowa-Kałków. W latach 2011–2012 ukończono I etap chodnika przy drodze powiatowej nr 0612T w miejscowości Rzepin Drugi. Przebudowane zostały również dwa mosty. Pierwszy na rzece Czarna Woda w Łomnie oraz most na rzece Psarce w miejscowości Tarczek. W 2013 roku zakończono pierwszy etap przebudowy drogi nr 0603T na odcinku Chybice – Wieloborowice. Inwestycja kosztowała 2 360 tysięcy złotych, z czego gmina dofinansowała ją kwotą 590 tysięcy złotych.
| WYKAZ DRÓG NA TERENIE GMINY PAWŁÓW | WYKAZ DRÓG NA TERENIE GMINY PAWŁÓW | WYKAZ DRÓG NA TERENIE GMINY PAWŁÓW                                       | WYKAZ DRÓG NA TERENIE GMINY PAWŁÓW | WYKAZ DRÓG NA TERENIE GMINY PAWŁÓW | WYKAZ DRÓG NA TERENIE GMINY PAWŁÓW | WYKAZ DRÓG NA TERENIE GMINY PAWŁÓW |
| Lp.                                | Nr drogi                           | Trasa                                                                    | Nawierzchnia                       | Długość w gminie                   |                                    |                                    |
| ---------------------------------- | ---------------------------------- | ------------------------------------------------------------------------ | ---------------------------------- | ---------------------------------- | ---------------------------------- | ---------------------------------- |
| DROGI WOJEWÓDZKIE                  |                                    |                                                                          |                                    |                                    |                                    |                                    |
| 1.                                 | DW 751                             | Suchedniów – Bodzentyn – Nowa Słupia – Waśniów – Ostrowiec Świętokrzyski | bitumiczna                         | 1,2 km                             |                                    |                                    |
| 2.                                 | DW 752                             | Górno – Święta Katarzyna – Bodzentyn – Rzepin Pierwszy                   | bitumiczna                         | 9,2 km                             |                                    |                                    |
| 3.                                 | DW 756                             | Starachowice – Pawłów – Nowa Słupia – Łagów – Raków – Szydłów – Stopnica | bitumiczna                         | 13,6 km                            |                                    |                                    |
| RAZEM                              | RAZEM                              | RAZEM                                                                    | RAZEM                              | 24,0 km                            |                                    |                                    |
| DROGI POWIATOWE                    |                                    |                                                                          |                                    |                                    |                                    |                                    |
| 1.                                 | 0598T                              | Dąbrowa – Grabków – Bostów                                               | bitumiczna                         | 6,65 km                            |                                    |                                    |
| 2.                                 | 0600T                              | Rzepin – Rzepinek – Szerzawy – Brzezie – Łomno                           | bitumiczna                         | 7,45 km                            |                                    |                                    |
| 3.                                 | 0601T                              | Łomno – Łomno Zarzecze                                                   | bitumiczna                         | 2,07 km                            |                                    |                                    |
| 4.                                 | 0602T                              | Tarczek – Grabków                                                        | bitumiczna                         | 3,07 km                            |                                    |                                    |
| 5.                                 | 0603T                              | Szerzawy – Chybice – Wieloborowice – Szarotka                            | bitumiczna                         | 10,14 km                           |                                    |                                    |
| 6.                                 | 0604T                              | Jadowniki – Ambrożów                                                     | bitumiczna                         | 4,73 km                            |                                    |                                    |
| 7.                                 | 0606T                              | Rzepinek – Szerzawy                                                      | bitumiczna                         | 4,09 km                            |                                    |                                    |
| 8.                                 | 0607T                              | Radkowice – Szerzawy                                                     | bitumiczna                         | 4,16 km                            |                                    |                                    |
| 9.                                 | 0608T                              | Siekierno – Bronkowice – Rzepin                                          | bitumiczna                         | 10,87 km                           |                                    |                                    |
| 10.                                | 0611T                              | Śniadka – Tarczek                                                        | bitumiczna                         | 1,28 km                            |                                    |                                    |
| 11.                                | 0612T                              | Rzepin – Dąbrowa                                                         | bitumiczna                         | 6,34 km                            |                                    |                                    |
| 12.                                | 0613T                              | Styków – Dąbrowa – Pawłów                                                | bitumiczna                         | 11,74 km                           |                                    |                                    |
| 13.                                | 0627T                              | Styków – Kałków                                                          | bitumiczna                         | 4,63 km                            |                                    |                                    |
| 14.                                | 0628T                              | Dąbrowa – Kałków                                                         | bitumiczna                         | 2,08 km                            |                                    |                                    |
| 15.                                | 0629T                              | Pawłów – Bukówka – Broniewice                                            | bitumiczna                         | 4,78 km                            |                                    |                                    |
| 16.                                | 0630T                              | Trzeszków – Pokrzywnica                                                  | bitumiczna                         | 2,52 km                            |                                    |                                    |
| 17.                                | 0631T                              | Chybice przez wieś                                                       | bitumiczna                         | 1,35 km                            |                                    |                                    |
| 18.                                | 0632T                              | Sosnówka – Włochy – Wieloborowice                                        | bitumiczna                         | 0,44 km                            |                                    |                                    |
| 19.                                | 0903T                              | Kałków – „Wióry” Zapora – Doły Biskupie                                  | bitumiczna                         | 2,84 km                            |                                    |                                    |
| RAZEM                              | RAZEM                              | RAZEM                                                                    | RAZEM                              | 91,23 km                           |                                    |                                    |
| DROGI GMINNE                       |                                    |                                                                          |                                    |                                    |                                    |                                    |
| 1.                                 | 362001T                            | Godów Gębice                                                             | bitumiczna                         | 1,10 km                            |                                    |                                    |
| 2.                                 | 362002T                            | Godów Zamazurze – Godów Żuchowiec                                        | bitumiczna                         | 1,23 km                            |                                    |                                    |
| 3.                                 | 362003T                            | Godów Stara Wieś przez wieś                                              | bitumiczna                         | 1,20 km                            |                                    |                                    |
| 4.                                 | 362004T                            | Kałków – Godów                                                           | bitumiczna                         | 1,35 km                            |                                    |                                    |
| 5.                                 | 362005T                            | Kałków przez wieś                                                        | bitumiczna                         | 0,70 km                            |                                    |                                    |
| 6.                                 | 362006T                            | Kałków – Zbiornik Wodny „Wióry”                                          | gruntowa                           | 0,85 km                            |                                    |                                    |
| 7.                                 | 362007T                            | Kałków Goszczyn                                                          | bitumiczna                         | 0,73 km                            |                                    |                                    |
| 8.                                 | 362008T                            | Godów Żuchowiec – Krynki                                                 | bitumiczna                         | 0,65 km                            |                                    |                                    |
| 9.                                 | 362009T                            | Dąbrowa przez wieś                                                       | bitumiczna                         | 1,20 km                            |                                    |                                    |
| 10.                                | 362010T                            | Bronkowice przez wieś                                                    | bitumiczna                         | 2,00 km                            |                                    |                                    |
| 11.                                | 362011T                            | Radkowice Podborze – Rzepin Pierwszy                                     | bitumiczna                         | 1,71 km                            |                                    |                                    |
| 12.                                | 362012T                            | Radkowice Wieś – Radkowice Podosiny                                      | bitumiczna                         | 1,45 km                            |                                    |                                    |
| 13.                                | 362013T                            | Świślina przez wieś                                                      | bitumiczna                         | 0,30 km                            |                                    |                                    |
| 14.                                | 362014T                            | Świślina – Iźwola                                                        | bitumiczna                         | 1,05 km                            |                                    |                                    |
| 15.                                | 362015T                            | Jadowniki Dolne – Rzepin-Kolonia                                         | bitumiczna                         | 1,70 km                            |                                    |                                    |
| 16.                                | 362016T                            | Jadowniki Górne – Jadowniki Działki                                      | bitumiczna                         | 1,45 km                            |                                    |                                    |
| 17.                                | 362017T                            | Pawłów przez wieś                                                        | bitumiczna                         | 0,72 km                            |                                    |                                    |
| 18.                                | 362018T                            | Bukówka – Bukówka Zapniów                                                | bitumiczna                         | 1,20 km                            |                                    |                                    |
| 19.                                | 362019T                            | Bukówka – Nowa Bukówka                                                   | bitumiczna                         | 1,20 km                            |                                    |                                    |
| 20.                                | 362020T                            | Warszówek – Zbrza                                                        | bitumiczna                         | 2,60 km                            |                                    |                                    |
| 21.                                | 362021T                            | Zbrza – Pokrzywnica Iwniki – Pokrzywnica                                 | bitumiczna                         | 2,50 km                            |                                    |                                    |
| 22.                                | 362022T                            | Trzeszków – Pokrzywnica                                                  | bitumiczna                         | 1,75 km                            |                                    |                                    |
| 23.                                | 362023T                            | Chybice – Nieczulice                                                     | bitumiczna                         | 2,42 km                            |                                    |                                    |
| 24.                                | 362024T                            | Nowy Bostów – Wawrzeńczyce                                               | bitumiczna                         | 2,65 km                            |                                    |                                    |
| 25.                                | 362025T                            | Modrzewie – Brzezie                                                      | bitumiczna                         | 2,60 km                            |                                    |                                    |
| 26.                                | 362026T                            | Świętomarz przez wieś                                                    | bitumiczna                         | 1,85 km                            |                                    |                                    |
| 27.                                | 362027T                            | Świętomarz – Tarczek Górny                                               | bitumiczna                         | 0,65 km                            |                                    |                                    |
| 28.                                | 362028T                            | Łomno Zarzecze przez wieś                                                | bitumiczna                         | 1,16 km                            |                                    |                                    |
| 29.                                | 362029T                            | Warszówek – Pawłów – Bukówka – Szeligi                                   | bitumiczna                         | 4,98 km                            |                                    |                                    |
| 30.                                | 362030T                            | Kałków – Godów – Godów Zamazurze – Doły Biskupie                         | bitumiczna                         | 2,40 km                            |                                    |                                    |
| RAZEM                              | RAZEM                              | RAZEM                                                                    | RAZEM                              | 47,35 km                           |                                    |                                    |

#### Komunikacja publiczna
W latach ubiegłych usługi w zakresie pasażerskiej komunikacji zbiorowej świadczyło Przedsiębiorstwo Komunikacji Samochodowej w Starachowicach. Od lat 90. XX wieku oprócz PKS-u obszar gminy zaczęli obsługiwać przewoźnicy prywatni. Po likwidacji PKS Starachowice w 2015 roku obszar gminy jest obsługiwany wyłącznie przez prywatnych przewoźników zrzeszonych w Świętokrzyskim Zrzeszeniu Przewoźników Prywatnych w Kielcach. Prywatny tabor głównie busy o pojemności 18-20 osób, korzysta ze 197 przystanków zlokalizowanych na terenie gminy.

## Infrastruktura techniczna

### Sieć wodociągowa

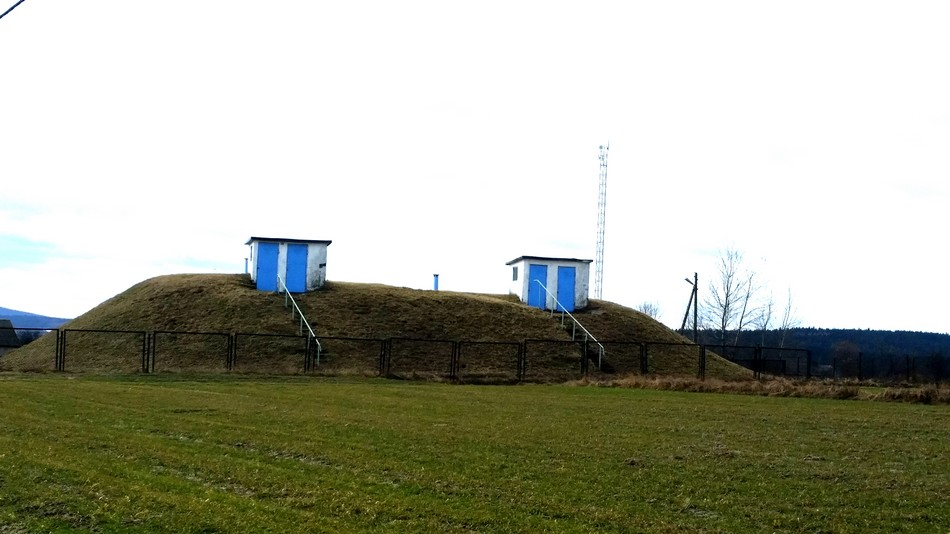
Ujęcie wody w Bronkowicach

Gmina Pawłów posiada dobrze rozwiniętą sieć wodociągową. Budowę sieci w gminie rozpoczęto na początku lat 80. XX wieku. Pierwszą miejscowością, w której ukończono wodociąg były Bronkowice. Do 1983 roku wybudowano sieć w Radkowicach i Radkowicach Kolonii. Intensywna rozbudowa sieci wodociągowej we wszystkich miejscowościach zakończyła się w 1998 roku kiedy ukończono inwestycję w Modrzewiu. Wyjątek stanowiły Szeligi, w których wodociąg wybudowano w 2007 roku. W związku z budową nowych nieruchomości mieszkalnych gmina w latach 2009–2016 zrealizowała 19 inwestycji polegających na przedłużeniu sieci. Łączna długość sieci wodociągowej w 2016 roku wynosiła 229 km, a w wodę z niej zaopatrywanych jest 99% mieszkańców. Na terenie gminy dostawcą usług w zakresie zbiorowego zaopatrzenia w wodę jest Gminny Zakład Usługowo – Inwestycyjny.
Woda do picia i potrzeb gospodarczych mieszkańców pochodzi z zasobów podziemnych czerpanych z trzech studni wgłębnych. Największa z nich zlokalizowana jest w miejscowości Bronkowice, a jej wydajność w ciągu doby wynosi 1560 m³. Ujęcie to pracuje w oparciu o trzy studnie wiercone i hydrofornie. Drugie co do wielkości ujęcie zlokalizowane jest w Szerzawach. Składa się ono z dwóch studni, hydroforni oraz dwóch zbiorników wyrównawczych o pojemności 150 m³ każdy. Trzecie i najmniejsze spośród eksploatowanych znajduje się w Świślinie. Jego wydajność wynosi 72 m³ na dobę, a pracuje w oparciu o jedną studnię. Na terenie gminy znajduje się czwarte ujęcie wody w miejscowości Ambrożów, jednak nie jest ono eksploatowane. Składa się ono z dwóch studni i dwóch zbiorników wyrównawczych po 150 m³ każdy. Znaczna część mieszkańców korzysta również ze studni indywidualnych. Dla ujęć wody w Szerzawach oraz Ambrożowie Dyrektor Regionalnego Zarządu Gospodarki Wodnej ustanowił strefy ochrony bezpośredniej oraz pośredniej. W gminie Pawłów średnie zużycie wody na mieszkańca wynosi w ciągu roku 28 m³.
| Długość sieci wodociągowej | Wskaźnik zwodociągowania gminy | Ujęcia wody pitnej | Wydajność m³/dobę                                          |
| -------------------------- | ------------------------------ | ------------------ | ---------------------------------------------------------- |
| 228,997 km                 | 99%                            | 4                  | Bronkowice: 1560 Szerzawy: 860 Świślina: 72 Ambrożów: brak |

### Sieć energetyczna
Gmina Pawłów w energię elektryczną zaopatrywana jest z dwóch Głównych Punktów Zasilania (GPZ) zlokalizowanych w Starachowicach i Starej Słupi. Obydwa GPZ-ty przesyłają energię elektryczną liniami 15 kV. GPZ Stara Słupia jedną linią zasila w energię 13 miejscowości, natomiast GPZ Starachowice korzysta z trzech linii do zasilenia pozostałych miejscowości w gminie. Ponadto przez teren gminy przebiega trzy linie energetyczne wysokiego napięcia. Dwie linie 110 kV i jedna 220kV. Większość mieszkańców w swoich nieruchomościach korzysta z sieci 380 V, a tylko niewielka część wykorzystuje sieć 220 V. Eksploatacją sieci rozdzielczej zajmuje się Rejonowy Zakład Energetyczny w Starachowicach.

### Sieć kanalizacyjna
Obszar gminy Pawłów został skanalizowany w ok. 52%, a sieć kanalizacyjna o długości 146 kilometrów została wybudowana w 16 miejscowościach. Podmiotem odpowiedzialnym za utrzymanie sieci jest Gminny Zakład Usługowo–Inwestycyjny w Brzeziu. Budowę pierwszego odcinka sieci w Kałkowie i Godowie rozpoczęto w 1999 roku. Dwuetapową inwestycję o długości 12,5 kilometra ukończono w 2000 roku. W latach 2001–2002 oddano do użytku sieć w Dąbrowie i Rzepinie Drugim, gdzie w dwuetapowej inwestycji wykonano 29,5 kilometra sieci. Również w dwóch etapach realizowana była inwestycja w Pawłowie, gdzie w 2003 roku oddano 27 kilometrów sieci. W roku 2004 jednocześnie realizowano trzy inwestycje. Przedłużono o 2,5 kilometra sieć na odcinku Dąbrowa – Jabłonna, wybudowano 11 kilometrową sieć w Rzepinie Pierwszym oraz 13,5 kilometra w Ambrożowie. W 2005 roku skanalizowane zostały Chybice z siecią o długości 8,5 kilometra. W następnym roku przedłużono sieć o 5,5 kilometra w Godowie Starym i Godowie Zamazurze. W 2008 roku w Dąbrowie wykonano 500 metrowy odcinek do fabryki kostki brukowej. Ścieki z tych wszystkich miejscowości były oczyszczane w oczyszczalni ścieków w Godowie.
Kolejny etap rozbudowy sieci kanalizacyjnej rozpoczął się w 2009 roku kiedy wybudowano oczyszczalnię ścieków w Tarczku. Wraz z budową oczyszczalni wykonano 20,8 kilometrów sieci w Tarczku, Świętomarzy i Brzeziu Małym. W 2010 roku skanalizowano miejscowość Szerzawy, a w roku kolejnym Brzezie i Wawrzeńczyce. Łącznie oddano 37,5 kilometra sieci. W 2013 roku ukończono budowę sieci w miejscowości Bukówka o długości 9,8 kilometrów. W 2015 roku oddano do użytku sieć o długości 2,7 km w miejscowości Nowy Jawor. Łącznie sieć kanalizacyjna w gminie Pawłów liczy 146 kilometrów, 67 przepompowni sieciowych i 46 przepompowni przydomowych. Poza siecią kanalizacyjną na terenie gminy znajduje się 1053 zbiorniki bezodpływowe na nieczystości ciekłe. W 43 gospodarstwach domowych użytkowane są przydomowe oczyszczalnie ścieków z drenażem rozsączającym.
Na terenie gminy pracują trzy oczyszczalnie ścieków. Pierwsza została wybudowana oczyszczalnia w Godowie. Prace rozpoczęto w 1999 roku, a zakończono w 2000 roku. Biologiczno-chemiczna oczyszczalnia o przepustowości 300 m³ ścieków na dobę wykorzystywała w procesie oczyszczania metodę osadu czynnego. W listopadzie 2015 roku zakończyła się gruntowna modernizacja oczyszczalni i zmiana technologii oczyszczania ścieków na ultrafiltrację membranową MBR. W 2009 roku ukończono budowę drugiej oczyszczalni w gminie. Mechaniczno-biologiczna oczyszczalnia w Tarczku posiada przepustowość 300 m³ ścieków na dobę. Również i ten obiekt został zmodernizowany w 2015 roku. Najnowszą oczyszczalnią jest oddana do użytku w 2013 roku mechaniczno-biologiczna oczyszczalnia w Pawłowie. Ścieki są w niej oczyszczane w technologii ultrafiltracji membranowej MBR. Jej przepustowość wynosi 425 m³ ścieków na dobę.
| Długość sieci kanalizacyjnej | Wskaźnik skanalizowania gminy | Oczyszczalnie ścieków | Wydajność m³/dobę                   |
| ---------------------------- | ----------------------------- | --------------------- | ----------------------------------- |
| 145,998 km                   | 52%                           | 3                     | Godów: 300 Tarczek: 300 Pawłów: 425 |

### Sieć gazociągowa
Na terenie gminy Pawłów sieć gazociągowa jest wykonana w 94%. Źródłem zaopatrzenia gminy Pawłów w gaz ziemny jest tranzytowy gazociąg wysokoprężny relacji Ostrowiec Świętokrzyski – Lubienia – Skarżysko-Kamienna oraz średnioprężny przewód gazowy Rudnik. Budowę pierwszego gazociągu rozpoczęto w 1995 roku na odcinku Jabłonna – Dąbrowa. W latach 1995–2001 nastąpiła intensywna rozbudowa sieci na terenie gminy. W tym okresie wybudowano gazociąg w 21 miejscowościach. Kolejny okres inwestycyjny to lata 2004–2008 kiedy do użytku oddano sieć w 5 miejscowościach. Ostatnim etapem rozbudowy gazociągu na terenie gminy był okres pomiędzy 2011 a 2016 rokiem. Wówczas ukończono sieć w 8 miejscowościach. Łączna długość sieci gazowej na terenie gminy Pawłów wynosi 229 km, w tym 37 km przyłączy gazowych. Wykonano 2278 przyłączy, z czego 750 nieruchomości jest podłączonych do sieci. Zgazyfikowanych jest 34 z 36 miejscowości. Sieci nie wybudowano w Szeligach i Modrzewiu oraz w dwóch przysiółkach Dąbrowie Polesie i Grabkowie Wojciechowie, co podyktowane jest względami ekonomicznymi (zbyt duża odległość pomiędzy nieruchomościami, a także ich niewielka liczba). Mieszkańcy tych nieruchomości, które nie są wyposażone w sieć gazową korzystają z indywidualnych butli gazowych propan–butan. Siecią gazową w gminie zarządza Karpacka Spółka Gazownictwa.
| Długość sieci gazociągowej | Wskaźnik zgazyfikowania gminy | Liczba nieruchomości przyłączonych |
| -------------------------- | ----------------------------- | ---------------------------------- |
| 229,430 km                 | 94%                           | 2278                               |

### Sieć telekomunikacyjna
Gmina Pawłów obsługiwana jest przez Rejon Telekomunikacji w Starachowicach. Na terenie gminy zlokalizowane są anteny telefonii komórkowej zainstalowane w miejscowościach: Warszówek, Pawłów, Radkowice, Rzepin Drugi i Dąbrowa. W 2015 roku w ramach realizacji projektu „Sieć Szerokopasmowa Polski Wschodniej – województwo świętokrzyskie” na terenie gminy powstały cztery węzły dystrybucyjne w Pawłowie, Bronkowicach, Godowie i Szerzawach. Dzięki nim operatorzy lokalni rozpoczęli montaż sieci Internetu szerokopasmowego na terenie gminy. Na początku 2016 roku sieć została ukończona w Rzepinie Kolonii, Rzepinie Pierwszym, Rzepinie Drugim, Dąbrowie, Warszówku, Ambrożowie, Radkowicach i Radkowicach Kolonii. Jesienią zamontowano sieć w miejscowości Szerzawy i Pawłów, a na początku 2017 roku w Kałkowie i Godowie. Kolejnym etapem było wykonanie sieci w Wawrzeńczycach i Brzeziu.

## Sołectwa
Ambrożów, Bronkowice, Brzezie, Bukówka-Zbrza (Bukówka, Zbrza), Chybice, Dąbrowa, Godów, Grabków, Jadowniki, Jawór (Nowy Jawor, Stary Jawor), Kałków, Krajków, Łomno, Modrzewie, Nieczulice, Nowy Bostów, Pawłów, Pokrzywnica, Radkowice, Radkowice-Kolonia, Rzepin Drugi, Rzepin-Kolonia, Rzepin Pierwszy, Rzepinek, Stary Bostów, Szeligi, Szerzawy, Świętomarz, Świślina, Tarczek, Tarczek Górny, Trzeszków, Warszówek, Wawrzeńczyce, Wieloborowice
Pozostałe miejscowości podstawowe: Brogowiec, Nieczulice-Kolonia, Podgórze, Podradkowice, Wióry, Wojciechów.

## Sąsiednie gminy
Bodzentyn, Brody, Kunów, Nowa Słupia, Starachowice, Waśniów, Wąchock